# أتاك سبا

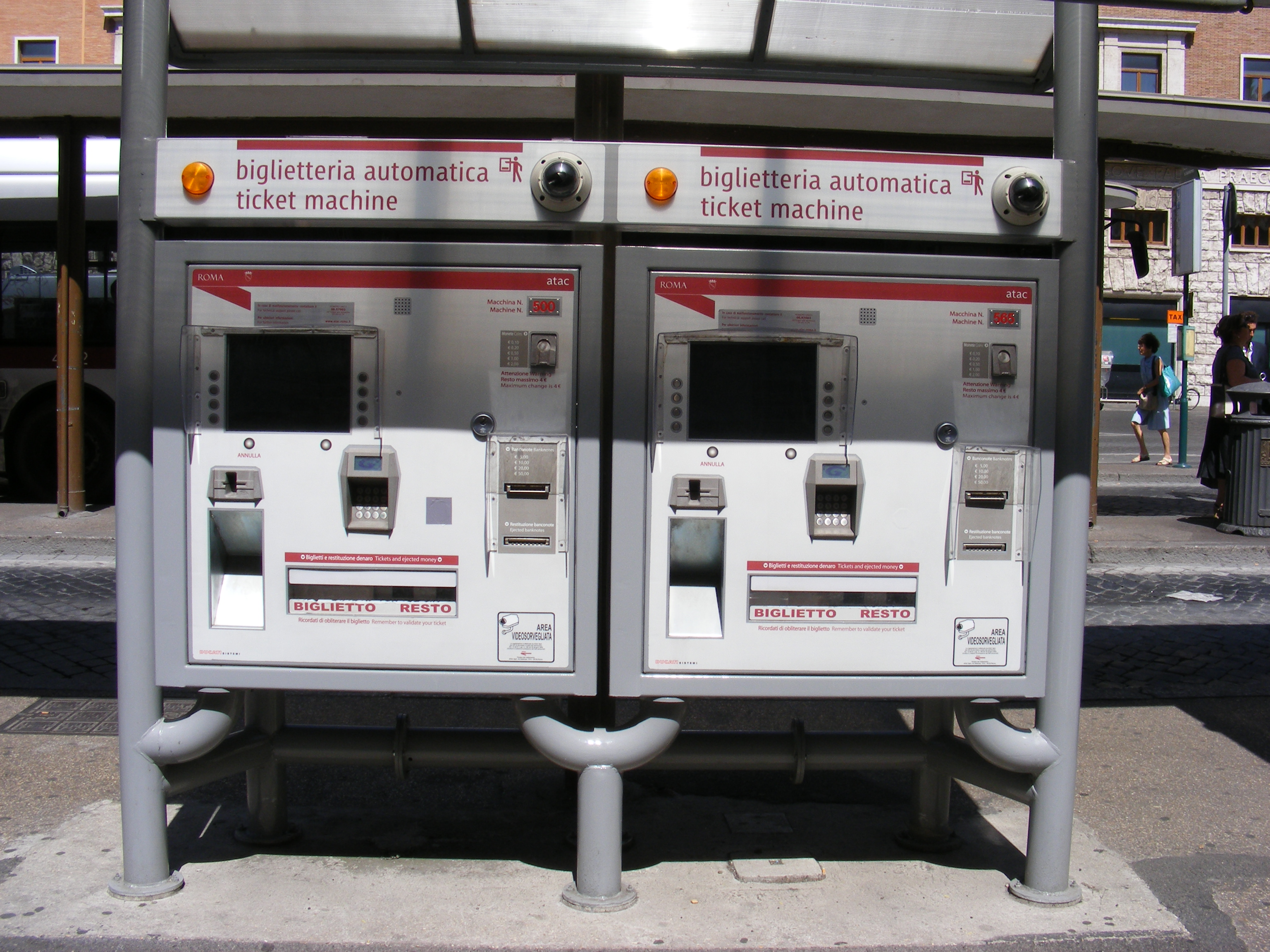
آلات بيع التذاكر (أتاك) في محطة للحافلات في روما

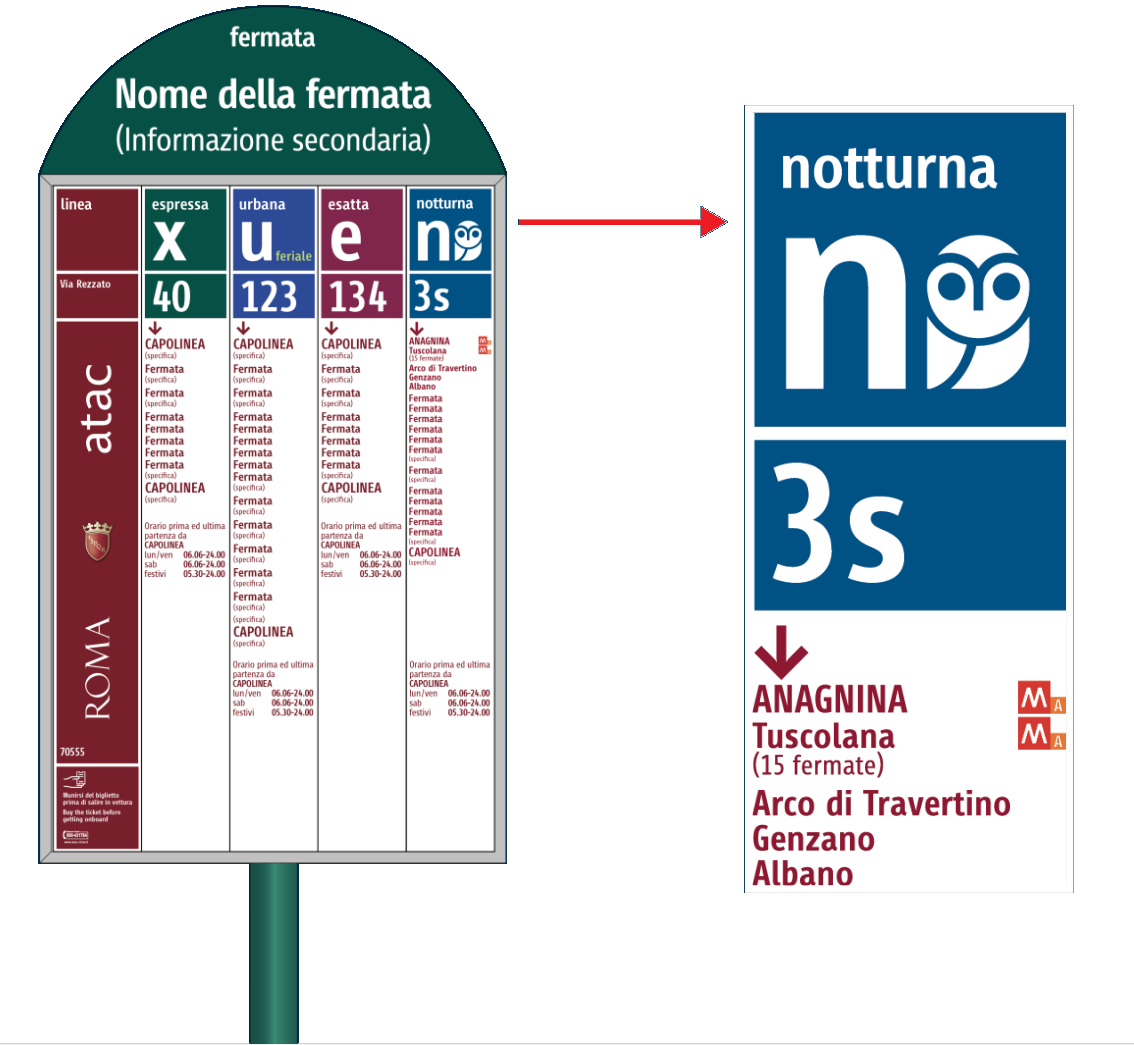
رسومات لعلامة توقف الحافلات النموذجية، على وجه الخصوص، يشير "X" إلى الخط السريع، و"u" للخط الحضري، و"e" للخط المحدد، و"n" للخط الليلي

أتاك "تعمل كشركة مساهمة"( Azienda Tramvie e Autobus del Comune di Roma )، بالعربية: شركة الترام والحافلات التابعة لبلدية روما) هي شركة إيطالية مملوكة للقطاع العام تدير معظم خدمات النقل العام المحلية ومواقف السيارات مدفوعة الأجر ومواقف السيارات التحفيزية في روما . وبشكل أكثر تحديدًا، تتعامل الشركة، نيابةً عن هيئة روما كابيتالي، مع كامل خطوط الترام وشبكة ترولي باص وخطوط المترو ، بالإضافة إلى معظم خطوط الحافلات في المدينة. كما أنها تدير، نيابة عن منطقة لاتسيو الإدارية ، ثلاث خطوط سكك حديدية : روما-سيفيتا كاستيلانا-فيتربو، روما-جياردينيتي وروما-ليدو. تعد شركة أتاك سبا، بشبكة النقل العام التي يبلغ عرضها 2200 كيلومتر، وأكثر من 8500 حافلة و70000 موقف للسيارات، حاليًا واحدة من أكبر شركات النقل العام في أوروبا والأكبر في إيطاليا .
تأسست الشركة في عام 1909 باسم أيه أيه تي أم (شركة ترام البلدية المستقلة)  في محاولة لإدارة وسائل النقل العامة في روما، وتم إصلاح الشركة لأول مرة في عام 2000، عندما تم تقسيمها إلى مكونين منفصلين وتحولت إلى شركة تنقل وكالة لغرض تخطيط وتنسيق التنقل العام والخاص في روما. تمت إعادة تنظيمها مرة أخرى في عام 2010، عندما تم ضمها إلى الشركتين الأخريين، ترام باص و ميت. رو. ، وكلاهما تأسس في عام 2000، وكانا في ذلك الوقت يعملان أيضًا في مجال النقل العام في المدينة. على مدى السنوات القليلة التالية، تم حرمان الشركة من بعض فروعها: روما باتريمونيو، مالك الشركة، ثم تم تصفيتها ،  وروما سيرفيزي بير لا موبيليتا، التي عملت فيما بعد كوكالة تنقل تابعة للبلدية . في عام 2018، تم قبول شركة أتاك سبا، التي كانت تعاني من ضائقة مالية ، في إجراءات التسوية مع الدائنين بغرض سداد الديون التي تكبدتها مع الشركات والسلطات والموردين ومؤسسات الائتمان الأخرى لتجنب فشلها .